# توماس فوكلر
توماس فوكلر (بالفرنسية: Thomas Voeckler)‏ مواليد 22 يونيو 1979 في ستشيلتيغهيم، ألزاس، فرنسا، هو دراج فرنسي في صنف سباق الدراجات على الطريق. شارك في دورة الألعاب الأولمبية الصيفية.

## سجل النتائج

### المراكز
- حقق المركز الـ 18 في سباق طواف فرنسا 2004
- حقق المركز الـ 4 في سباق طواف فرنسا 2011
- حقق المركز الـ 3 في طواف يوركشاير 2015

### سباقات أو مراحل فاز بها
| التاريخ        | السباق                                   | المركز                   |
| -------------- | ---------------------------------------- | ------------------------ |
| 28 مايو 2000   | Paris–Roubaix Espoirs 2000               |                          |
| 16 مارس 2003   | 2003 باريس-نايس                          | السابع في تصنيف أفضل شاب |
| 21 مارس 2003   | لوار أتلانتيك الكلاسيكي 2003             | الفائز في التصنيف العام  |
| 17 أبريل 2003  | جائزة دينين الكبرى 2003                  | الثالث في التصنيف العام  |
| 01 يونيو 2003  | طواف لوكسمبورغ 2003                      | الفائز في التصنيف العام  |
| 01 يناير 2004  | كأس فرنسا لركوب الدراجات على الطريق 2004 | الرابع في تصنيف النقاط   |
| 01 يناير 2004  | بطولة سباق الطرق الفرنسية 2004           | الفائز في التصنيف العام  |
| 29 فبراير 2004 | طواف ألميريا 2004                        |                          |
| 18 أبريل 2004  | طواف فونديه 2004                         | السابع في التصنيف العام  |
| 25 أبريل 2004  | ترو-برو ليون 2004                        | السادس في التصنيف العام  |
| 29 مايو 2004   | جراند بريكس دو بلومليك-موربيهان 2004     | الفائز في التصنيف العام  |
| 01 يناير 2006  | بطولة سباق الطرق الفرنسية 2006           |                          |
| 18 يونيو 2006  | 2006 روتي دو سود                         | الفائز في التصنيف العام  |
| 05 أكتوبر 2006 | باريس بورج 2006                          | الفائز في التصنيف العام  |
| 18 مارس 2007   | باريس-نيس 2007                           | الأول في تصنيف الجبال    |
| 31 أغسطس 2007  | تور دو بويتو-شارنتيس 2007                | الفائز في التصنيف العام  |
| 02 سبتمبر 2007 | جي بي واست-فرنسا 2007                    | الفائز في التصنيف العام  |
| 01 يناير 2008  | سباق حلبة دي لا سارث 2008                | الفائز في التصنيف العام  |
| 31 مايو 2008   | جراند بريكس دو بلومليك-موربيهان 2008     | الفائز في التصنيف العام  |
| 08 فبراير 2009 | نجم بسجس 2009                            | الفائز في التصنيف العام  |
| 22 فبراير 2009 | طواف هوت فار 2009                        | الفائز في التصنيف العام  |
| 03 مايو 2009   | Trophée des Grimpeurs 2009               | الفائز في التصنيف العام  |
| 01 يناير 2010  | بطولة سباق الطرق الفرنسية 2010           | الفائز في التصنيف العام  |
| 10 سبتمبر 2010 | جائزة كيبيك الكبرى للدراجات 2010         | الفائز في التصنيف العام  |
| 01 يناير 2011  | بطولة سباق الطرق الفرنسية 2011           |                          |
| 20 فبراير 2011 | طواف هوت فار 2011                        | الفائز في التصنيف العام  |
| 20 مارس 2011   | شوليه باي دي لوار 2011                   | الفائز في التصنيف العام  |
| 08 مايو 2011   | أربعة أيام من دونكيرك 2011               | الفائز في التصنيف العام  |
| 11 أبريل 2012  | برابانتس بييل 2012                       | الفائز في التصنيف العام  |
| 22 يوليو 2012  | سباق طواف فرنسا 2012                     | الأول في تصنيف الجبال    |
| 16 يونيو 2013  | روتي دو سود 2013                         | الفائز في التصنيف العام  |
| 30 أغسطس 2013  | تور دو بويتو-شارنتيس 2013                | الفائز في التصنيف العام  |
| 18 سبتمبر 2013 | جي بي دي والوني 2013                     |                          |
| 12 أكتوبر 2014 | باريس تورز 2014                          |                          |
| 30 مايو 2015   | جراند بريكس دو بلومليك-موربيهان 2015     |                          |
| 25 فبراير 2016 | طواف بروفانس 2016                        | الفائز في التصنيف العام  |
| 01 مايو 2016   | طواف يوركشاير 2016                       | الفائز في التصنيف العام  |

## روابط خارجية
- توماس فوكلر على موقع الاتحاد الدولي للدراجات (الإنجليزية)
- توماس فوكلر على موقع أرشيف الدراجات (الإنجليزية)
- توماس فوكلر على موقع إحصائيات الدراجات الإحترافية (الإنجليزية)
- توماس فوكلر على موقع نسبة الدراجات (الإنجليزية)
- توماس فوكلر على موقع CycleBase (الإنجليزية)
- توماس فوكلر على موقع أوليمبيديا (الإنجليزية)